# Sivaji Ganesan

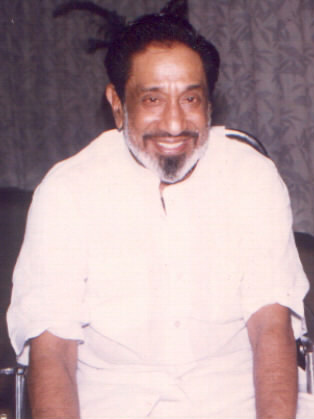
Sivaji Ganesan

Viluppuram Chinnaiahpillai Ganesan Manrayar, comúnmente conocido por su nombre artístico, Sivaji Ganesan (Soorakkottai, 1 de octubre de 1928 - Chennai, 21 de julio de 2001), fue un actor de cine de la India activo durante la segunda mitad del siglo XX y fue uno de los más respetados actores de cine en la India. Él era bien conocido por su versatilidad y talento para la interpretación, con numerosos papeles que aparecen en la pantalla.